# Saison 5 de Mask Singer
 (avril 2023).
Si vous disposez d'ouvrages ou d'articles de référence ou si vous connaissez des sites web de qualité traitant du thème abordé ici, merci de compléter l'article en donnant les références utiles à sa vérifiabilité et en les liant à la section « Notes et références ».
La cinquième saison de Mask Singer, émission de télévision française présentant une compétition de chant de type télé-crochet, est diffusée sur TF1 du 14 avril 2023 au 2 juin 2023.
Elle est animée par Camille Combal et produite par la société de production Hervé Hubert Productions.

## Nouveautés
Les quatre enquêteurs se disputent la compétition du prono d'or : lors d'une prestation, un enquêteur peut agiter un canon à confettis (kabuki) pour dire qu'il a trouvé l'identité du costume pour ensuite l'écrire dans une lettre pour être vérifié par un huissier de justice, s'il confirme l'identité du personnage l'enquêteur gagne 5 points et un indice supplémentaire sur un autre personnage sans jamais le dévoiler jusqu'au démasquage mais s'il se trompe, il ne pourra plus utiliser le prono d'or. L’enquêteur peut kabuker qu’une seule fois par émission.
Cette saison, deux vedettes internationales sont présentes et, comme dans la saison précédente, se produiront une fois chacune durant la saison, avant d'être démasquées,.
Durant une émission, les candidats masqués s’affrontent pour obtenir le ticket d’or qui permettra au vainqueur de toute les prestations d’être qualifié aux quart de finale sans devoir faire les autres émissions avant.
Deux autres célébrités sont invitées et, après avoir fait une prestation sous un costume, sont conviées à rejoindre le jury d'enquêteurs le temps d'un épisode ,.
Comme l'an passé, un 13e candidat (Plante Carnivore) va faire sa prestation durant deux ballottages avec les autres participants, puis deux votes décideront s’il participe à la suite de la compétition où s’il doit se démasquer.

## Participants

### Présentateur
Cette édition, comme les quatre précédentes, est présentée par Camille Combal,.

### Enquêteurs
Le jury d'enquêteurs de cette cinquième saison est changé : 
- Kev Adams, humoriste et acteur ;
- Michèle Bernier, humoriste et actrice ;
- Élodie Frégé, chanteuse ;
- Jeff Panacloc, humoriste et ventriloque.

Deux enquêteurs surprise se sont joint aux autres enquêteurs après avoir fait une prestation, masqués eux aussi, le temps d’une soirée.
- Laurent Ruquier sous le masque du homard, animateur de radio et de télévision et producteur (en remplacement de Michèle Bernier dans le 4e épisode, qui était absente car elle jouait dans Je préfère qu'on reste ensemble, une pièce de Laurent Ruquier)
- Anggun sous le masque du taureau, chanteuse et ancienne enquêtrice de l'émission lors des saisons 1 à 3 (7e épisode)

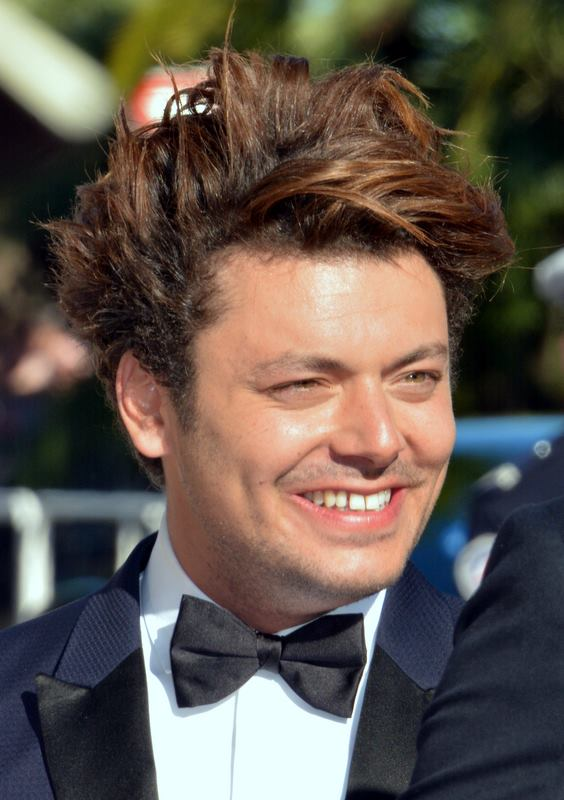
Kev Adams
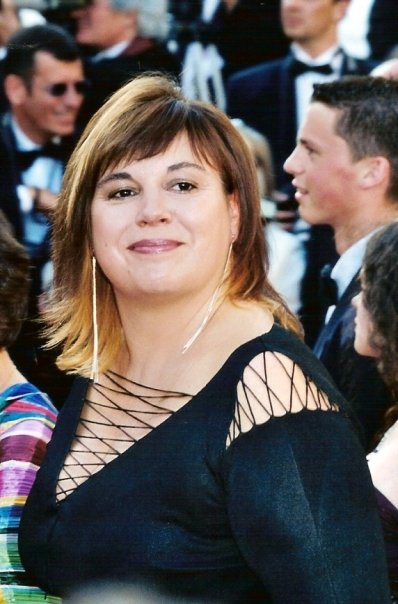
Michèle Bernier
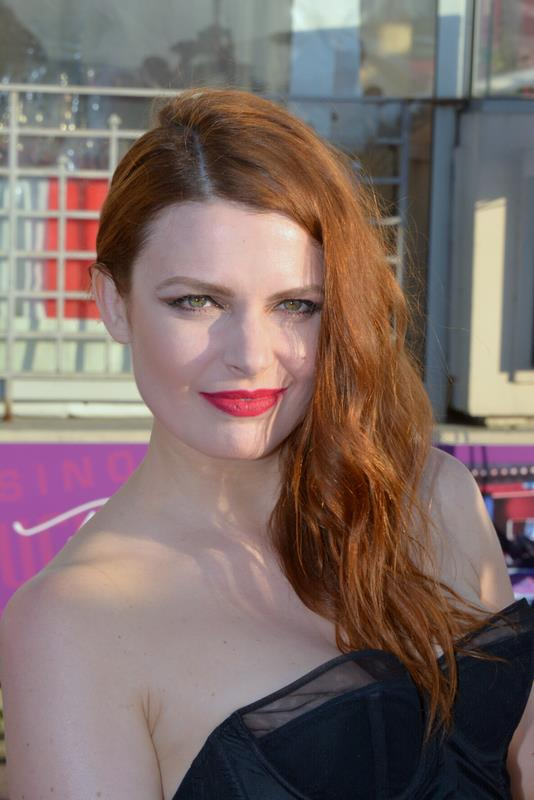
Élodie Frégé
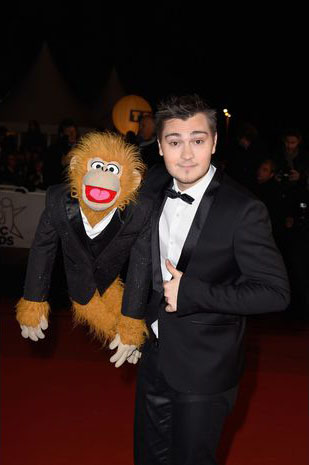
Jeff Panacloc et Jean-Marc
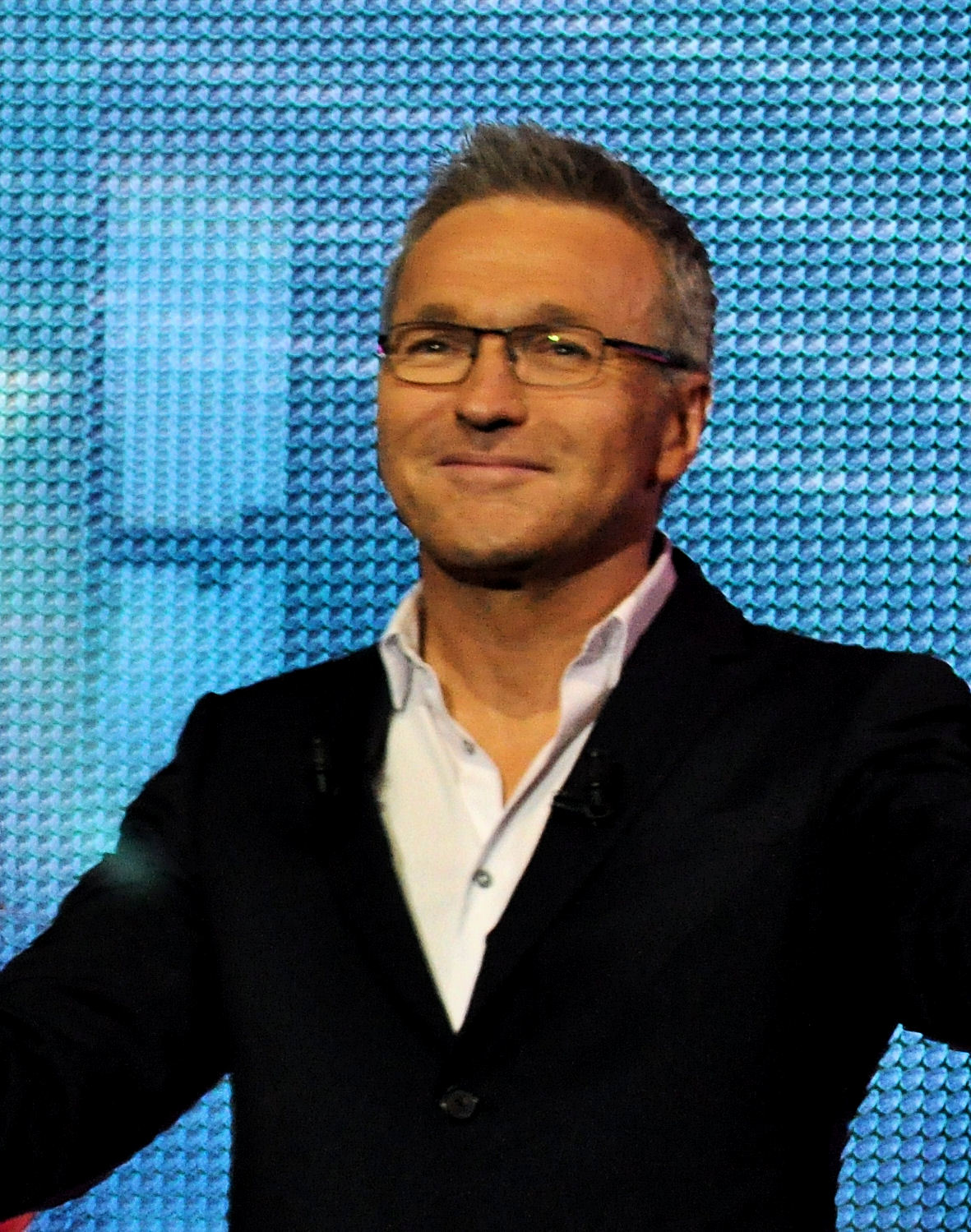
Laurent Ruquier
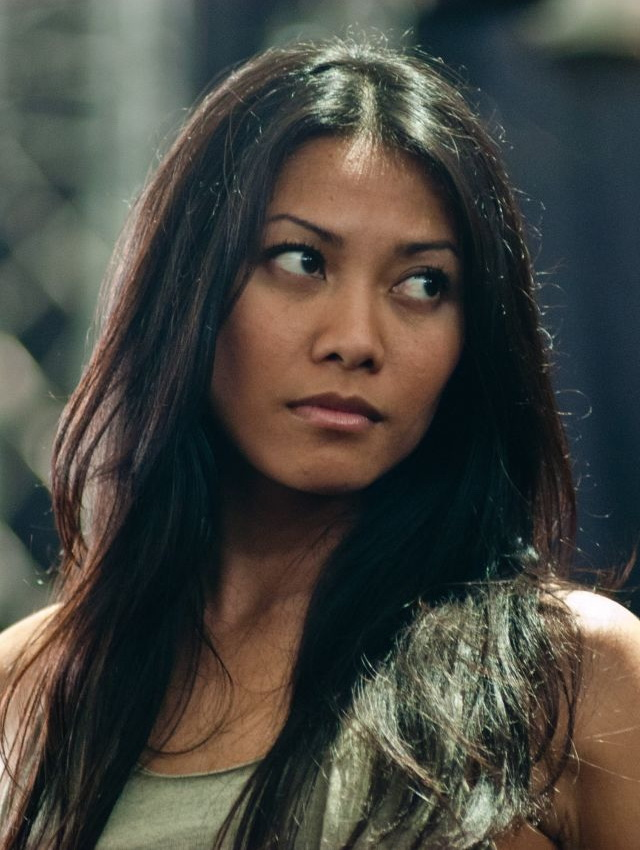
Anggun

### Participants
| Personnalité                                         | Personnalité           | Âge          | Occupation                                                               | Costume          | Statut                        | Classement |
| ---------------------------------------------------- | ---------------------- | ------------ | ------------------------------------------------------------------------ | ---------------- | ----------------------------- | ---------- |
| Vincent Niclo                                        | Vincent Niclo          | 48 ans       | Chanteur et acteur                                                       | Husky            | Démasqués lors du 8e épisode  | 1er        |
| Illustration manquante                               | Aurélie Konaté         | 46 ans       | Actrice, chanteuse, doubleuse et danseuse                                | Biche            | Démasqués lors du 8e épisode  | 2e         |
| Illustration manquante                               | Nico et Daniela Capone | 32 et 26 ans | Célébrités des réseaux sociaux                                           | Chameau          | Démasqués lors du 8e épisode  | 3e         |
| Charlotte Gaccio                                     | Charlotte Gaccio       | 35 ans       | Comédienne et chanteuse                                                  | Méduse           | Démasquée lors du 7e épisode  | 4e         |
| Tina Arena                                           | Tina Arena             | 55 ans       | Chanteuse                                                                | Plante Carnivore | Démasquée lors du 6e épisode  | 5e         |
| Zaho                                                 | Zaho                   | 43 ans       | Auteure-compositrice-interprète                                          | Sorcière         | Démasquées lors du 5e épisode | Éliminés   |
| Adeline Toniutti                                     | Adeline Toniutti       | 35 ans       | Chanteuse, professeur de chant de la Star Academy                        | Alien            | Démasquées lors du 5e épisode | Éliminés   |
| Illustration manquante                               | Cartman                | 44 ans       | Humoriste, animateur radio et télévision, comédien, chanteur             | Zèbre            | Démasqué lors du 4e épisode   | Éliminés   |
| Anny Duperey                                         | Anny Duperey           | 75 ans       | Actrice, photographe et romancière                                       | Phénix           | Démasquée lors du 3e épisode  | Éliminés   |
|                                                      | Jean-Marc Généreux     | 60 ans       | Danseur et chorégraphe                                                   | Lama             | Démasqués lors du 2e épisode  | Éliminés   |
|                                                      | André Bouchet          | 56 ans       | Acteur                                                                   | Chenille         | Démasqués lors du 2e épisode  | Éliminés   |
|                                                      | Laura Flessel          | 51 ans       | Championne du monde, championne olympique d'escrime et ancienne ministre | Canard           | Démasqués lors du 1er épisode | Éliminés   |
| Martin Lamotte - Monte-Carlo Television Festival.jpg | Martin Lamotte         | 75 ans       | Comédien                                                                 | Vautour          | Démasqués lors du 1er épisode | Éliminés   |

| Personnalité | Personnalité | Âge    | Occupation                                          | Costume   | Statut                       |
| ------------ | ------------ | ------ | --------------------------------------------------- | --------- | ---------------------------- |
| Anastacia    | Anastacia    | 54 ans | Chanteuse                                           | Kangourou | Démasquée lors du 6e épisode |
| Mel B        | Mel B        | 47 ans | Chanteuse, danseuse, auteur-compositrice et actrice | Soleil    | Démasquée lors du 3e épisode |

## Bilan par épisode
| Vincent Niclo         | Husky            |  |                      |                       |                       |                       |                       |                       |                       |                       |                       |                       |                       |                       |                       |                       |                       |                       |                       |                       |                       |                       |                       |                       |                       |                       |                       |                       |                       |                       |                       |                       |                       |                       |                       |                       |                       |                       |
| Aurélie Konaté        | Biche            |  |                      |                       |                       |                       |                       |                       |                       |                       |                       |                       |                       |                       |                       |                       |                       |                       |                       |                       |                       |                       |                       |                       |                       |                       |                       |                       |                       |                       |                       |                       |                       |                       |                       |                       |                       |                       |
| Nico & Daniela Capone | Chameau          |  |                      |                       |                       |                       |                       |                       |                       |                       |                       |                       |                       |                       |                       |                       |                       | Démasqués (Épisode 8) | Démasqués (Épisode 8) | Démasqués (Épisode 8) | Démasqués (Épisode 8) | Démasqués (Épisode 8) | Démasqués (Épisode 8) | Démasqués (Épisode 8) | Démasqués (Épisode 8) | Démasqués (Épisode 8) | Démasqués (Épisode 8) | Démasqués (Épisode 8) | Démasqués (Épisode 8) | Démasqués (Épisode 8) | Démasqués (Épisode 8) | Démasqués (Épisode 8) | Démasqués (Épisode 8) | Démasqués (Épisode 8) | Démasqués (Épisode 8) | Démasqués (Épisode 8) | Démasqués (Épisode 8) | Démasqués (Épisode 8) |
| Charlotte Gaccio      | Méduse           |  |                      |                       |                       |                       |                       |                       |                       |                       |                       |                       |                       |                       |                       |                       | Démasquée (Épisode 7) | Démasquée (Épisode 7) | Démasquée (Épisode 7) | Démasquée (Épisode 7) | Démasquée (Épisode 7) | Démasquée (Épisode 7) | Démasquée (Épisode 7) | Démasquée (Épisode 7) | Démasquée (Épisode 7) | Démasquée (Épisode 7) | Démasquée (Épisode 7) | Démasquée (Épisode 7) | Démasquée (Épisode 7) | Démasquée (Épisode 7) | Démasquée (Épisode 7) | Démasquée (Épisode 7) | Démasquée (Épisode 7) | Démasquée (Épisode 7) | Démasquée (Épisode 7) | Démasquée (Épisode 7) | Démasquée (Épisode 7) |                       |
| Tina Arena            | Plante carnivore |  |                      |                       |                       |                       |                       |                       |                       |                       |                       |                       |                       |                       | Démasquée (Épisode 6) | Démasquée (Épisode 6) | Démasquée (Épisode 6) | Démasquée (Épisode 6) | Démasquée (Épisode 6) | Démasquée (Épisode 6) | Démasquée (Épisode 6) | Démasquée (Épisode 6) | Démasquée (Épisode 6) | Démasquée (Épisode 6) | Démasquée (Épisode 6) | Démasquée (Épisode 6) | Démasquée (Épisode 6) | Démasquée (Épisode 6) | Démasquée (Épisode 6) | Démasquée (Épisode 6) | Démasquée (Épisode 6) | Démasquée (Épisode 6) | Démasquée (Épisode 6) | Démasquée (Épisode 6) | Démasquée (Épisode 6) |                       |                       |                       |
| Zaho                  | Sorcière         |  |                      |                       |                       |                       |                       |                       |                       |                       |                       |                       | Démasquée (Épisode 5) | Démasquée (Épisode 5) | Démasquée (Épisode 5) | Démasquée (Épisode 5) | Démasquée (Épisode 5) | Démasquée (Épisode 5) | Démasquée (Épisode 5) | Démasquée (Épisode 5) | Démasquée (Épisode 5) | Démasquée (Épisode 5) | Démasquée (Épisode 5) | Démasquée (Épisode 5) | Démasquée (Épisode 5) | Démasquée (Épisode 5) | Démasquée (Épisode 5) | Démasquée (Épisode 5) | Démasquée (Épisode 5) | Démasquée (Épisode 5) | Démasquée (Épisode 5) | Démasquée (Épisode 5) | Démasquée (Épisode 5) |                       |                       |                       |                       |                       |
| Adeline Toniutti      | Alien            |  |                      |                       |                       |                       |                       |                       |                       |                       | Démasquée (Épisode 5) | Démasquée (Épisode 5) | Démasquée (Épisode 5) | Démasquée (Épisode 5) | Démasquée (Épisode 5) | Démasquée (Épisode 5) | Démasquée (Épisode 5) | Démasquée (Épisode 5) | Démasquée (Épisode 5) | Démasquée (Épisode 5) | Démasquée (Épisode 5) | Démasquée (Épisode 5) | Démasquée (Épisode 5) | Démasquée (Épisode 5) | Démasquée (Épisode 5) | Démasquée (Épisode 5) | Démasquée (Épisode 5) | Démasquée (Épisode 5) | Démasquée (Épisode 5) | Démasquée (Épisode 5) | Démasquée (Épisode 5) |                       |                       |                       |                       |                       |                       |                       |
| Cartman               | Zèbre            |  |                      |                       |                       |                       |                       |                       | Démasqué (Épisode 4)  | Démasqué (Épisode 4)  | Démasqué (Épisode 4)  | Démasqué (Épisode 4)  | Démasqué (Épisode 4)  | Démasqué (Épisode 4)  | Démasqué (Épisode 4)  | Démasqué (Épisode 4)  | Démasqué (Épisode 4)  | Démasqué (Épisode 4)  | Démasqué (Épisode 4)  | Démasqué (Épisode 4)  | Démasqué (Épisode 4)  | Démasqué (Épisode 4)  | Démasqué (Épisode 4)  | Démasqué (Épisode 4)  | Démasqué (Épisode 4)  | Démasqué (Épisode 4)  | Démasqué (Épisode 4)  | Démasqué (Épisode 4)  | Démasqué (Épisode 4)  |                       |                       |                       |                       |                       |                       |                       |                       |                       |
| Anny Duperey          | Phénix           |  |                      |                       |                       |                       |                       | Démasquée (Épisode 3) | Démasquée (Épisode 3) | Démasquée (Épisode 3) | Démasquée (Épisode 3) | Démasquée (Épisode 3) | Démasquée (Épisode 3) | Démasquée (Épisode 3) | Démasquée (Épisode 3) | Démasquée (Épisode 3) | Démasquée (Épisode 3) | Démasquée (Épisode 3) | Démasquée (Épisode 3) | Démasquée (Épisode 3) | Démasquée (Épisode 3) | Démasquée (Épisode 3) | Démasquée (Épisode 3) | Démasquée (Épisode 3) | Démasquée (Épisode 3) | Démasquée (Épisode 3) | Démasquée (Épisode 3) | Démasquée (Épisode 3) |                       |                       |                       |                       |                       |                       |                       |                       |                       |                       |
| Jean-Marc Généreux    | Lama             |  |                      |                       |                       | Démasqué (Épisode 2)  | Démasqué (Épisode 2)  | Démasqué (Épisode 2)  | Démasqué (Épisode 2)  | Démasqué (Épisode 2)  | Démasqué (Épisode 2)  | Démasqué (Épisode 2)  | Démasqué (Épisode 2)  | Démasqué (Épisode 2)  | Démasqué (Épisode 2)  | Démasqué (Épisode 2)  | Démasqué (Épisode 2)  | Démasqué (Épisode 2)  | Démasqué (Épisode 2)  | Démasqué (Épisode 2)  | Démasqué (Épisode 2)  | Démasqué (Épisode 2)  | Démasqué (Épisode 2)  | Démasqué (Épisode 2)  | Démasqué (Épisode 2)  |                       |                       |                       |                       |                       |                       |                       |                       |                       |                       |                       |                       |                       |
| André Bouchet         | Chenille         |  |                      |                       | Démasqué (Épisode 2)  | Démasqué (Épisode 2)  | Démasqué (Épisode 2)  | Démasqué (Épisode 2)  | Démasqué (Épisode 2)  | Démasqué (Épisode 2)  | Démasqué (Épisode 2)  | Démasqué (Épisode 2)  | Démasqué (Épisode 2)  | Démasqué (Épisode 2)  | Démasqué (Épisode 2)  | Démasqué (Épisode 2)  | Démasqué (Épisode 2)  | Démasqué (Épisode 2)  | Démasqué (Épisode 2)  | Démasqué (Épisode 2)  | Démasqué (Épisode 2)  | Démasqué (Épisode 2)  | Démasqué (Épisode 2)  | Démasqué (Épisode 2)  | Démasqué (Épisode 2)  |                       |                       |                       |                       |                       |                       |                       |                       |                       |                       |                       |                       |                       |
| Laura Flessel         | Canard           |  |                      | Démasquée (Épisode 1) | Démasquée (Épisode 1) | Démasquée (Épisode 1) | Démasquée (Épisode 1) | Démasquée (Épisode 1) | Démasquée (Épisode 1) | Démasquée (Épisode 1) | Démasquée (Épisode 1) | Démasquée (Épisode 1) | Démasquée (Épisode 1) | Démasquée (Épisode 1) | Démasquée (Épisode 1) | Démasquée (Épisode 1) | Démasquée (Épisode 1) | Démasquée (Épisode 1) | Démasquée (Épisode 1) | Démasquée (Épisode 1) | Démasquée (Épisode 1) | Démasquée (Épisode 1) | Démasquée (Épisode 1) |                       |                       |                       |                       |                       |                       |                       |                       |                       |                       |                       |                       |                       |                       |                       |
| Martin Lamotte        | Vautour          |  | Démasqué (Épisode 1) | Démasqué (Épisode 1)  | Démasqué (Épisode 1)  | Démasqué (Épisode 1)  | Démasqué (Épisode 1)  | Démasqué (Épisode 1)  | Démasqué (Épisode 1)  | Démasqué (Épisode 1)  | Démasqué (Épisode 1)  | Démasqué (Épisode 1)  | Démasqué (Épisode 1)  | Démasqué (Épisode 1)  | Démasqué (Épisode 1)  | Démasqué (Épisode 1)  | Démasqué (Épisode 1)  | Démasqué (Épisode 1)  | Démasqué (Épisode 1)  | Démasqué (Épisode 1)  | Démasqué (Épisode 1)  | Démasqué (Épisode 1)  | Démasqué (Épisode 1)  |                       |                       |                       |                       |                       |                       |                       |                       |                       |                       |                       |                       |                       |                       |                       |

Légende
- Candidat ne participant pas à l'épisode.
- Candidat ne participant pas à l'épreuve.
- Candidat vainqueur du duel, et donc qualifié pour l'étape ou l'épisode suivant.
- Candidat ayant échoué à son duel, et donc envoyé en ballottage.
- Candidat sauvé lors du ballottage, et donc maintenu en lice pour l'étape ou l'épisode suivant.
- Candidat qualifié et donc maintenu en lice pour l'étape ou l'épisode suivant.
- Candidat vainqueur du duel, et donc qualifié pour les quarts de finale.
- Candidat éliminé de la compétition, et démasqué.
- Vainqueur de la compétition.
- Candidat terminant deuxième de la compétition.
- Candidat terminant troisième de la compétition.

## Bilan pour le prono d’or
| Candidats   | Candidats        | Enquêteurs                                            | Enquêteurs                                            | Enquêteurs                                            | Enquêteurs                                            |  |
| Candidats   | Candidats        | Kev Adams                                             | Élodie Frégé                                          | Michèle Bernier                                       | Jeff Panacloc                                         |  |
| ----------- | ---------------- | ----------------------------------------------------- | ----------------------------------------------------- | ----------------------------------------------------- | ----------------------------------------------------- |  |
| 1er épisode | Vautour          |                                                       |                                                       |                                                       | L’enquêteur à trouvé son identité et remporte 5 point |  |
| 1er épisode | Chameau          | L’enquêteur à trouvé son identité et remporte 5 point |                                                       |                                                       |                                                       |  |
| 2e épisode  | Méduse           |                                                       |                                                       | L’enquêteur à trouvé son identité et remporte 5 point |                                                       |  |
| 2e épisode  | Husky            |                                                       |                                                       |                                                       | L’enquêteur à trouvé son identité et remporte 5 point |  |
| 2e épisode  | Chenille         | L’enquêteur à trouvé son identité et remporte 5 point |                                                       |                                                       |                                                       |  |
| 2e épisode  | Lama             |                                                       | L’enquêteur à trouvé son identité et remporte 5 point |                                                       |                                                       |  |
| 3e épisode  | Alien            |                                                       |                                                       |                                                       | L’enquêteur à trouvé son identité et remporte 5 point |  |
| 3e épisode  | Zèbre            | L’enquêteur à trouvé son identité et remporte 5 point |                                                       |                                                       |                                                       |  |
| 3e épisode  | Phénix           |                                                       |                                                       | L’enquêteur à trouvé son identité et remporte 5 point |                                                       |  |
| 4e épisode  | Sorcière         | L’enquêteur à trouvé son identité et remporte 5 point |                                                       |                                                       |                                                       |  |
| 5e épisode  | Plante carnivore | L’enquêteur à trouvé son identité et remporte 5 point |                                                       |                                                       |                                                       |  |
| 5e épisode  | Biche            |                                                       |                                                       |                                                       | L’enquêteur à trouvé son identité et remporte 5 point |  |
|             |                  |                                                       |                                                       |                                                       |                                                       |  |
| Total :     | Total :          | 25                                                    | 5                                                     | 10                                                    | 20                                                    |  |
| vainqueur : | vainqueur :      | Kev Adams                                             | Kev Adams                                             | Kev Adams                                             | Kev Adams                                             |  |

## Résumés détaillés

### 1erépisode, le14 avril 2023
Dans ce premier épisode, six personnalités s'affrontent. Avant de passer aux votes, chaque candidat dévoile des indices rangés dans des casiers et chante une deuxième fois.
Un premier truel voit s'affronter la biche, le vautour et la sorcière. À l'issue de ce dernier, la biche et la sorcière sont qualifiées, tandis que le vautour est le premier éliminé, et révèle le comédien Martin Lamotte sous le masque,. Durant sa première prestation, il a été correctement identifié par Jeff Panacloc, qui remporte ainsi cinq points pour le Prono d'or.
Ensuite, un deuxième truel voit s'affronter le chameau, l'alien et le canard. À l'issue de ce dernier, le chameau et l'alien sont qualifiés, tandis que le canard est le deuxième éliminé, et révèle la championne du monde, championne olympique d'escrime et ancienne ministre Laura Flessel sous le masque,. Durant la deuxième prestation du chameau, Kev Adams a correctement identifié les deux identités sous le costume et remporte ainsi cinq points pour le Prono d'or.

### 2eépisode, le21 avril 2023
Dans ce deuxième épisode, les six personnalités n'ayant pas pris part au premier épisode s'affrontent. Avant de passer aux votes, chaque candidat dévoile des indices rangés dans des casiers et chante une deuxième fois.
Un premier truel voit s'affronter la méduse, le husky et la chenille. Durant la première prestation de la méduse, Michèle Bernier découvre son identité, elle remporte ainsi cinq points pour le Prono d'or tandis que pendant la première prestation du husky, Jeff Panacloc découvre son identité, il remporte ainsi cinq nouveaux points pour le Prono d'or.
À l'issue de ce dernier, la méduse et le husky sont qualifiés, tandis que la chenille est la première éliminée, et révèle l'acteur André Bouchet sous le masque,. Durant sa deuxième prestation, il a été correctement identifié par Kev Adams, qui remporte ainsi cinq nouveaux points pour le Prono d'or.
Ensuite, un deuxième truel voit s'affronter le lama, le phénix et le zèbre. À l'issue de ce dernier, le phénix et le zèbre sont qualifiés, tandis que le lama est le deuxième éliminé, et révèle le danseur et chorégraphe Jean-Marc Généreux sous le masque,. Il a été correctement identifié par Élodie Frégé, qui remporte ainsi cinq points pour le Prono d'or.

### 3eépisode, le28 avril 2023
Une « star internationale » participe à cette troisième soirée, sous le costume du soleil. Après avoir interprété Roar de Katy Perry, le soleil est invité à enlever son masque, révélant chanteuse, danseuse, auteur-compositrice-interprète et actrice britannique des Spice Girls Mel B,.
Durant chacune prestation des candidats, Jeff Panacloc à correctement identifié l’alien, il remporte ainsi cinq points supplémentaires pour le Prono d'or tous comme Kev Adams pour le zèbre.
Le chameau, la méduse, l'alien et le phénix sont en ballottage. À l'issue d'un deuxième vote, le chameau, l'alien et la méduse sont qualifiés tandis que le Phénix est éliminée et doit se démasquer : c'est l'actrice, photographe et romancière Anny Duperey que le public découvre sous ce masque,. Elle a été correctement identifiée par Michèle Bernier, qui remporte ainsi cinq nouveaux points pour le Prono d'or..

### 4eépisode, le5 mai 2023
Pour ce quatrième épisode, les sept candidats encore en lice s'affrontent pour décrocher le ticket d’or qui permettra au vainqueur d’accéder au quart de finale sans participer à l’émission suivante.
Michèle Bernier étant absente durant cette émission, elle confie sa place à un enquêteur invité déguisé en homard qui dévoile des indices sur lui, puis interprète la chanson Attention mesdames et messieurs de Michel Fugain. Sous le costume se trouvait Laurent Ruquier qui va être l’enquêteur de la soirée,.
Durant la prestation de la sorcière, Kev Adams a correctement identifié son identité, il est donc placé en premier avec 20 points pour le Prono d'or.
À l’issue des prestations, c’est le husky qui remporte le ticket, alors que le zèbre est éliminé et doit enlever son masque. Il s’agissait de l’humoriste Cartman sous le costume.

### 5eépisode, le12 mai 2023
L'émission est placée sous le signe des enfants, ce sont eux qui donnent les indices concernant les candidats encore en lice.
Pour ce quatrième épisode, les cinq candidats encore en lice s'affrontent ; le 13e personnage, la plante carnivore fait son entrée pour essayer d’intégrer la compétition depuis les ballottages.
La première salve voit s'affronter la méduse et l'alien. À l'issue de cette dernière, l'alien est en ballottage et la plante carnivore fait sa prestation pour être sauvée du premier ballottage, c’est l'alien qui est éliminé ; c'est Adeline Toniutti dans le costume.
La suite de la compétition continue avec la seconde salve, voyant s'affronter le chameau, la biche et la sorcière. À l'issue des prestations, la sorcière est en ballottage avec la plante carnivore. Finalement, la plante carnivore réussit son deuxième tour et peut donc rejoindre la compétition alors que la sorcière est éliminée et doit enlever son masque. C'est l'auteure-compositrice-interprète Zaho. Durant la prestation de la plante carnivore, Kev Adams découvre son identité, il remporte cinq nouveaux points tout comme Jeff Panacloc pour la biche.

### 6eépisode, le19 mai 2023, les quarts de finale
Une deuxième vedette internationale participe à cette sixième soirée, sous le costume du kangourou. Après avoir interprété Don't Let the Sun Go Down on Me d'Elton John, le kangourou est invité à enlever son masque. Sous ce costume se cachait Anastacia, chanteuse américaine.
La biche et la plante carnivore sont en ballottage. À l'issue du vote, la plante carnivore est éliminée et doit se démasquer : c'est la chanteuse Tina Arena que le public découvre sous ce masque découverte par Kev Adams remportant 5 points au prono d'or.

### 7eépisode, le26 mai 2023, la demi-finale
Pour la demi-finale, les quatre candidats encore en lice ouvrent l'émission en chantant J'ai cherché de Amir avant de s’affronter pour se qualifier en finale et devront dire un mot choisi par les enquêteurs avec leurs vraies voix.
Pour aider les enquêteurs, une invitée déguisée en taureau dévoile des indices sur elle puis interprète la chanson Grenade, de Bruno Mars. Sous le masque se trouvait l’ancienne enquêtrice Anggun .
La méduse et le chameau sont en ballotage. À l'issue d'un deuxième vote, la méduse est éliminée et doit se démasquer : c'est Charlotte Gaccio qui se trouvait dans le costume de la méduse.

### 8eépisode, le2 juin 2023, la finale
La finale commence par une collégiale de la tortue (Amaury Vassili), de l'éléphant (Keen'V) et du chevalier (Laurent Maistret). Les duos sont respectivement : Le husky et l'éléphant, La biche et le chevalier et le chameau et la tortue. Le husky et la biche sont qualifiés pour le round final et le chameau doit se démasquer. Le couple d'influenceurs Nico et Daniela Capone était sous les bosses du chameau.
Le husky et la biche s'affrontent en face à face et lors du vote final, le husky remporte la saison et le trophée. La biche terminant 2e se démasque et c'est la doubleuse, chanteuse et danseuse Aurélie Konaté sous le masque. Plus tard, le husky se démasque aussi et sous la fourrure, (masque) se trouve le chanteur Vincent Niclo, grand vainqueur de la saison.

## Audiences et diffusion

### Mask Singer
En France, l'émission est diffusée les vendredis, depuis le 14 avril 2023. Un épisode dure environ 2 h 10 (publicités incluses), soit une diffusion de 21 h 10 à 23 h 20.
| Épisode            | Date de diffusion  | Horaire de diffusion | Audience moyenne          | Audience moyenne | Audience moyenne | Classement des audiences | Réf.   |
| Épisode            | Date de diffusion  | Horaire de diffusion | Nombre de téléspectateurs | Part de marché   | Part de marché   | Classement des audiences | Réf.   |
| Épisode            | Date de diffusion  | Horaire de diffusion | Nombre de téléspectateurs | (4 ans et plus)  | (FRDA-50)        | Classement des audiences | Réf.   |
| ------------------ | ------------------ | -------------------- | ------------------------- | ---------------- | ---------------- | ------------------------ | ------ |
| 1                  | 14 avril 2023      | 21 h 10-22 h 15      | 3 690 000                 | 18,6 %           | 34,5 %           | 2e                       | [ 23 ] |
| 1                  | 14 avril 2023      | 22 h 25-23 h 30      | 3 320 000                 | 23,1 %           | 38,8 %           | 1er                      | [ 23 ] |
| 2                  | 21 avril 2023      | 21 h 10-22 h 15      | 3 470 000                 | 17,7 %           | 35,8 %           | 2e                       | [ 24 ] |
| 2                  | 21 avril 2023      | 22 h 25-23 h 30      | 3 180 000                 | 23 %             | 41 %             | 1er                      | [ 24 ] |
| 3                  | 28 avril 2023      | 21 h 10-22 h 15      | 3 250 000                 | 17,4 %           | 34,7 %           | 2e                       | [ 25 ] |
| 3                  | 28 avril 2023      | 22 h 25-23 h 30      | 2 830 000                 | 22,7 %           |                  | 1er                      | [ 25 ] |
| 4                  | 5 mai 2023         | 21 h 10-22 h 15      | 3 180 000                 | 16,9 %           | 32,7 %           | 2e                       | [ 26 ] |
| 4                  | 5 mai 2023         | 22 h 25-23 h 30      | 2 940 000                 | 22,6 %           |                  | 1er                      | [ 26 ] |
| 5                  | 12 mai 2023        | 21 h 10-22 h 15      | 3 410 000                 | 18,5 %           | 34,6 %           | 2e                       | [ 27 ] |
| 5                  | 12 mai 2023        | 22 h 25-23 h 30      | 3 170 000                 | 23,6 %           | 38,7 %           | 1er                      | [ 27 ] |
| 6                  | 19 mai 2023        | 21 h 10-22 h 15      | 3 220 000                 | 17,8 %           | 39 %             | 2e                       | [ 28 ] |
| 6                  | 19 mai 2023        | 22 h 25-23 h 30      | 3 090 000                 | 23,2 %           |                  | 1er                      | [ 28 ] |
| 7                  | 26 mai 2023        | 21 h 10-22 h 15      | 3 210 000                 | 17,6 %           | 37 %             | 2e                       | [ 29 ] |
| 7                  | 26 mai 2023        | 22 h 25-23 h 30      | 3 220 000                 | 23,1 %           |                  | 1er                      | [ 29 ] |
| 8                  | 2 juin 2023        | 21 h 10-22 h 15      | 3 090 000                 | 17,3 %           | 33 %             | 2e                       | [ 30 ] |
| 8                  | 2 juin 2023        | 22 h 25-23 h 30      | 3 300 000                 | 22,5 %           | 38,6 %           | 1er                      | [ 30 ] |
| Bilan de la saison | Bilan de la saison | P1                   | 3 320 000                 | 17,7 %           | 37 %             |                          | [ 31 ] |
| Bilan de la saison | Bilan de la saison | P2                   | 3 130 000                 | 23 %             | 37 %             |                          | [ 31 ] |
| Bilan de la saison | Bilan de la saison | Total                | 3 220 000                 | 20,8 %           | 37 %             |                          | [ 31 ] |

Légende :
- Plus hauts scores d'audiences
- Plus bas scores d'audiences

### Mask Singer, l'enquête continue
En France, chaque épisode est suivi de Mask Singer, l'enquête continue, émission qui dure environ 1 h (publicités incluses), soit une diffusion de 23 h 20 à 0 h 20.
| 1 | 14 avril 2023 | 919 000 | 14,5 % | 1er | [ 32 ] |    |    |    |    |    |    |    |    |
| 2 | 21 avril 2023 | 996 000 | 17,1 % | 1er | [ 33 ] |    |    |    |    |    |    |    |    |
| 3 | 28 avril 2023 | NC      | NC     | NC  | NC     |    |    |    |    |    |    |    |    |
| 4 | 5 mai 2023    | NC      | NC     | NC  | NC     |    |    |    |    |    |    |    |    |
| 5 | 12 mai 2023   | 925 000 | 15 %   | 1er | [ 34 ] |    |    |    |    |    |    |    |    |
| 6 | 19 mai 2023   | NC      | NC     | NC  | NC     | NC | NC | NC | NC | NC | NC | NC | NC |
| 7 | 26 mai 2023   | NC      | NC     | NC  | NC     | NC | NC | NC | NC | NC | NC | NC | NC |
| 8 | 2 juin 2023   | NC      | NC     | NC  | NC     | NC | NC | NC | NC | NC | NC | NC | NC |

Légende :
- Plus hauts scores d'audiences
- Plus bas scores d'audiences